# De Kanariske Øer
De Kanariske Øer eller Kanarieøerne (spansk: Islas Canarias eller blot Canarias) er en øgruppe af vulkaner i Atlanterhavet og en region i det sydligste Spanien. De ligger nordvest for Afrikas kyst (Marokko og Vestsahara). Navnet kommer enten fra en nordafrikansk stamme (Canariierne) eller muligvis fra latin Canaria, som betyder hundeland. Navnet blev ifølge Plinius den Ældre brugt om øerne, fordi udsendinge fra kong Juba 2. indfangede mastiffer dér og bragte dem hjem til Mauretanien.

## Historie
De Kanariske Øer har været kendt siden antikken. Toppen af Teide på Tenerife kan på en klar dag ses fra den afrikanske kyst.

## Vejr
Vejret på de Kanariske Øer er subtropisk. Mindste temperaturer er 14 grader om vinteren og 19 grader om sommeren. Disse temperaturer er nattemperaturer. Dagtemperaturer om vinteren er i gennemsnit normalt over 20 grader og over 25 grader om sommeren.[kilde mangler]

## Religion
Størstedelen af befolkningen er katolsk. Der er andre mindretalsreligioner som islam, evangelikalisme, hinduisme, buddhisme osv.
De Kanariske Øer er opdelt i to katolske bispedømmer, der hver især styres af en biskop. Den vigtigste religiøse festival er den årlige pilgrimsrejse den 2. februar og 15. august til Basilikaen Vor Frue af Candelaria på Tenerife, som er helligdommen for Vor Frue af Candelaria, skytshelgen på De Kanariske Øer. På De Kanariske Øer blev to katolske hellige født: Pedro de Betancur og José de Anchieta, begge missionærer i henholdsvis Guatemala og Brasilien.

## Geografi
Øerne og deres hovedstæder er:
- Tenerife (Hovedstad Santa Cruz de Tenerife);
- Gran Canaria (Hovedstad Las Palmas de Gran Canaria);
- Lanzarote (Hovedstad Arrecife);
- La Palma (Hovedstad Santa Cruz de La Palma);
- La Gomera (Hovedstad San Sebastián de La Gomera);
- El Hierro (Hovedstad Valverde);
- Fuerteventura (Hovedstad Puerto del Rosario).

Den nærmeste ø (Lanzarote) er 108 km fra den afrikanske kyst.
| Provins                | Placering (med rødt) | Provinskort | Våbenskjold | Øer                                   |
| ---------------------- | -------------------- | ----------- | ----------- | ------------------------------------- |
| Las Palmas             |                      |             |             | Gran Canaria Fuerteventura Lanzarote  |
| Santa Cruz de Tenerife |                      |             |             | Tenerife La Palma La Gomera El Hierro |

## Turisme
Det primære erhverv på de Kanariske Øer er turisme. Øerne er især et populært feriemål for tyske, britiske og skandinaviske turister.
Antal turister, der besøgte De Kanariske Øer i 2016, pr. destination (i tusinder):
- Tenerife - 4.885,9
- Gran Canaria - 3.654,8
- Lanzarote - 2.328,7
- Fuerteventura - 1.914,1
- La Palma - 221,5
- La Gomera, El Hierro - 109,3